# Arieh Eldad

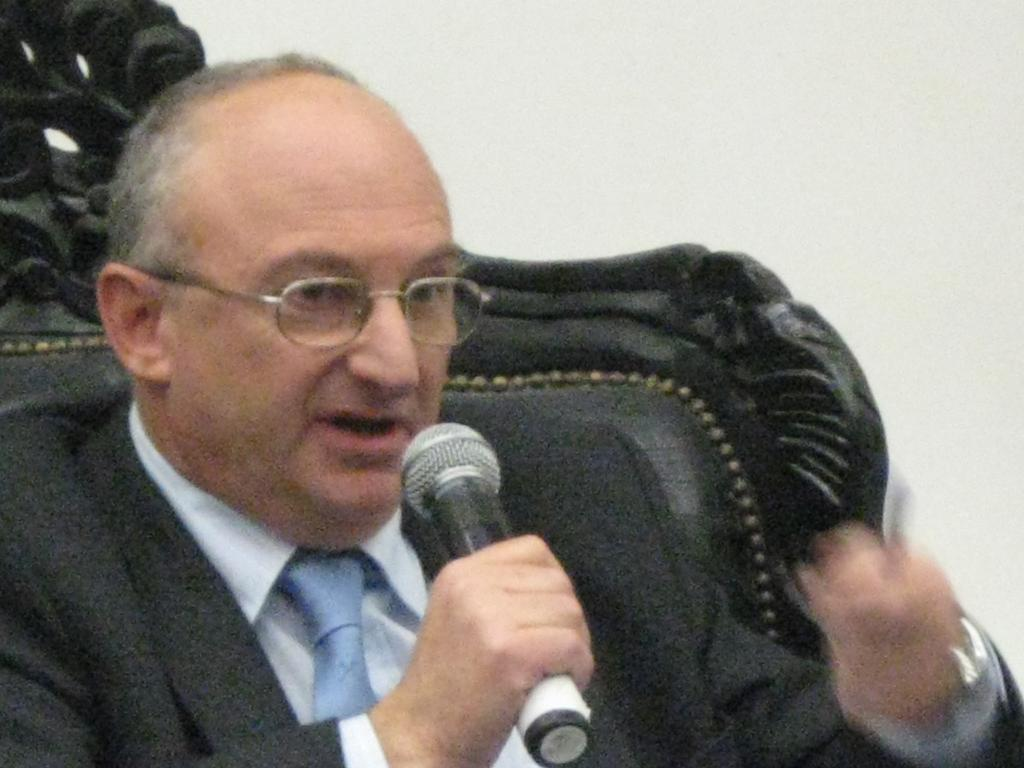
Arieh Eldad (2009)

Arieh Eldad (hebräisch אריה אלדד, * 1. Mai 1950 in Tel Aviv) ist ein israelischer Arzt und Politiker, der von 2003 bis 2013 Mitglied der Knesset für die säkular-rechtsgerichtete Partei Hatikva, welche der Nationalen Union angehört, war. Am 13. November 2012 gründete er zusammen mit dem Kahanisten Michael Ben-Ari die rechtsextreme Partei Otzma LeJisra’el.

## Leben
Arieh Eldad ist verheiratet und hat fünf Kinder. Sein Vater Israel Eldad war ein bekannter israelischer Intellektueller und früher einer der Führer der Untergrundorganisation Lechi.
Eldad lebt in der israelischen Siedlung Kfar Adumim und ist Brigadegeneral der Israelischen Streitkräfte (IDF).

### Medizinische Karriere
Eldad ist Professor und Leiter der Abteilung für Plastische Chirurgie und Verbrennungen im Hadassah Medical Center in Jerusalem. Er studierte Medizin an der Universität Tel Aviv, wo er seinen Doktorgrad erhielt. Er arbeitete 25 Jahre lang als leitender Sanitätsoffizier und war Senior Commander in der Sanitätstruppe der IDF und erreichte den Rang eines Tat Aluf (Brigadegeneral).

### Politische Karriere
Eldad wurde 2003 erstmals über die Liste der Nationalen Union in die Knesset gewählt. Vor der im August 2005 erfolgten Umsetzung des einseitigen Abkoppelungsplans, der den Abzug Israels aus dem Gazastreifen und einigen Siedlungen im Norden des Westjordanlandes beinhaltete, war Eldad der einzige Abgeordnete, der zum gewaltfreien zivilen Ungehorsam aufrief, als Taktik in der Auseinandersetzung mit der Regierung. Im Zuge dessen lief er einige hundert Kilometer von der jetzt geräumten Gemeinde Sa Nur im Norden des Westjordanlandes nach Newe Dekalim, um auf den Widerstand zum israelischen Abzugsplan aufmerksam zu machen.
Im November 2007 kündigte er die Formierung einer neuen säkularen Partei im rechten politischen Spektrum namens Hatikva an. Schließlich nahm die Partei als eine Fraktion der Nationalen Union an den Wahlen 2009 teil, mit Eldad auf dem dritten Listenplatz der Allianz.
Im Jahr 2008 reichte er einen Antrag in der Knesset ein, demzufolge die arabischen Einwohner von Hebron die Stadt räumen sollten, um „die Juden Hebrons zu beschützen“. Der Vorschlag wurde allerdings abgelehnt.
Eldads Vorschlag von 2009, der vorsah, den Palästinensern des Westjordanlands die jordanische Staatsbürgerschaft zu geben, zog formalen Protest durch den jordanischen Außenminister Nasir Dschuda nach sich.
Am 13. November 2012 gründete Eldad zusammen mit Michael Ben-Ari von der Partei Chasit Jehudit Le'umit die rechtsextreme Partei Otzma LeJisra’el, die sich später in Otzma Jehudit umbenannte.

### Politische Positionen
Eldad ist revisionistischer Zionist und Anhänger der Ideen des zionistischen Schriftstellers Wladimir Zeev Jabotinsky. Eldad betrachtet es als Recht der Juden, in jedem Teil von Eretz Israel, also auch im Westjordanland, in Ost-Jerusalem und auf den Golanhöhen, leben zu dürfen. Jegliche Abgabe von Souveränität Israels zugunsten der PLO lehnt er ab. So stellt er sich gegen die Gründung eines palästinensisch-arabischen Staates westlich des Jordan und bezeichnete die Möglichkeit dazu als Katastrophe. Die Entstehung eines palästinensischen Staates im Westjordanland würde laut Eldad zu einem von der Hamas betriebenen Zentrum des Terrors führen. Des Weiteren bezweifelt er, dass es jemals Frieden zwischen dem Staat Israel und den Arabern geben werde.
Während des Besuchs Mahmud Ahmadineschads 2010 im Libanon erklärte er:
„Die Geschichte würde eine andere sein, hätte 1939 ein jüdischer Soldat Hitler erfolgreich ausgeschaltet. Falls sich Ahmadineschad im Fadenkreuz eines Gewehrs der IDF befindet, wenn er zu uns kommt, um Steine auf uns zu werfen, darf er nicht lebend zurückkehren.“
(„History would have been different if in 1939 some Jewish soldier would have succeeded in taking Hitler out. If Ahmadinejad will be in the crosshairs of an IDF rifle when he comes to throw rocks at us, he must not return home alive.“)